# John Newton (Schiedsrichter)
John Newton (* Ende 1936; † 13. Oktober 2012) war ein professioneller englischer Snookerschiedsrichter. Er leitete unter anderem das Finale der Snookerweltmeisterschaft 2000 und drei Partien mit einem Maximum Break.

## Karriere
Ende 1936 geboren, stammt Newton aus Lostock nahe Bolton. In den 1960er Jahren arbeitete er auf einer Produktionsstelle für Kernbrennstoff in Slawick, später arbeitete er lange Zeit bei Baxi, einem auf Boiler und Ähnliches spezialisierten Unternehmen. Ab 1970 betätigte er sich zudem als Schiedsrichter im Snooker. Als er 1990 vorzeitig in Rente ging, konzentrierte er sich auf dieses Hobby und wurde professioneller Schiedsrichter.
Als professioneller Schiedsrichter begleitete er drei Maximum Breaks: von Ronnie O’Sullivan im Viertelfinale der Welsh Open 1999 sowie von Stephen Hendry im Finale der British Open 1999 und im Achtelfinale der UK Championship 1999. Auch davon abgesehen leitete er mehrfach wichtige Spiele, darunter das Finale der Snookerweltmeisterschaft 2000. Direkt danach beendete er seine Karriere.
Außerdem betätigte er sich von 1996 bis 2006 als Ausbilder für neue Schiedsrichter. Diese Aufgabe führte er zeitweise gemeinsam mit Colin Brinded und Lawrie Annandale aus, zu den ausgebildeten Schiedsrichtern zählten unter anderem Terry Camilleri, Colin Humphries, Johan Oomen, Simon Smith, Brendan Moore und Patricia Murphy. Ferner war er Vorsitzender der Preston and District Snooker League.
Newton war selbst als Spieler aktiv, sein höchstes Break war eine 110. Neben dem Snooker interessierte er sich auch für andere Sportarten. Hobbymäßig spielte er bei einem Fußballverein in Walton-le-Dale sowie bei zwei Cricketvereinen. Beim Penwortham Cricket Club war er sogar Mannschaftskapitän.
Newton starb am Morgen des 13. Oktober 2012, nachdem er an Krebs erkrankt war. Er war 75 Jahre alt. Er hinterließ seinen Sohn und seine Frau Doris, mit der er zwei Wochen später die goldene Hochzeit gefeiert hätte. Seine Beerdigung fand am 22. Oktober in der Brownedge St. Mary's Catholic Church in Bamber Bridge statt.